# Alfa Romeo Alfasud
Alfa Romeo Alfasud byl osobní automobil italské automobilky Alfa Romeo. Výroba probíhala v letech 1971 až 1989. Vyráběl se jako tří- nebo pětidveřový hatchback nebo třídveřové combi s názvem Giardinetta. Bylo vyrobeno více než 1 milion vozů.
V roce 1976 přišla na trh sportovnější verze Sprint. Design má na svědomí Gioretto Giugiaro. Automobil se smutně proslavil díky takřka nulové antikorozní ochraně. Právě rez je příčinou že se do dnešních dnů nedochovalo příliš kusů. Mezi kladné stránky patřily výjimečně dobré jízdní vlastnosti.
Automobil používal motor s protilehlými válci, tak zvaný Boxer.

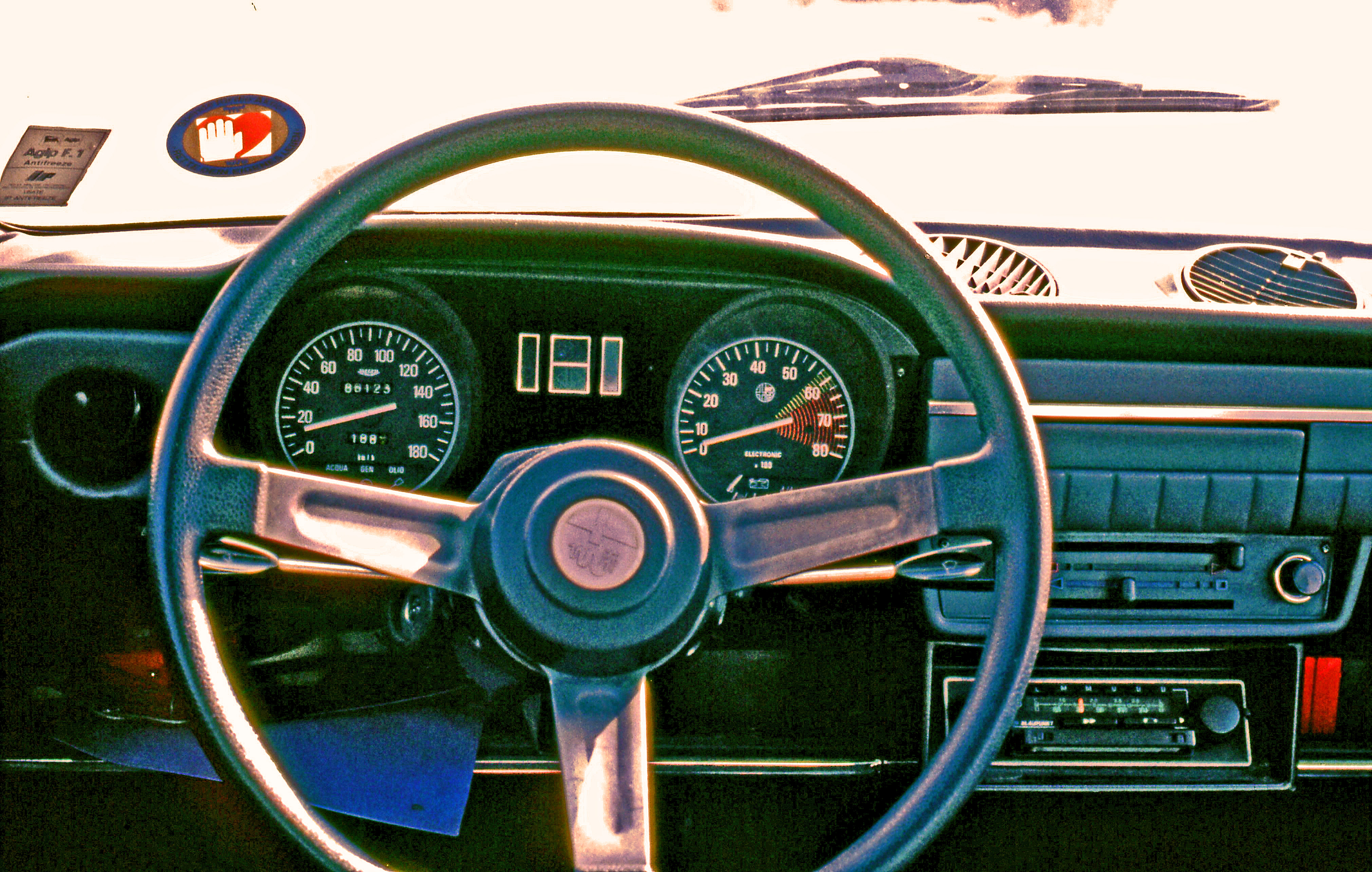
Dashbord Alfa Romeo Alfasud

## Motorizace
- 1971-1983 1.2 L, 46,3 kW
- 1977-1983 1.3 L
- 1978-1983 1.4 L
- 1978-1983 1.5 L
- 1987-1989 1.7 L, 69,9 kW

## Závodní verze

### Alfa Romeo Alfasud Trofeo
Původně s vozy Alfasud Trofeo soutěžili jezdci v národních pohárech v Itálii, Rakousku, Francii a Německu. V roce 1977 byl zorganizován evropský pohár.

### Alfa Romeo Alfasud Ti Trofeo
Tato závodní verze vznikla ve spolupráci s oddělením Autodelta. Vozy byly vybaveny ochranným rámem, hasicími přístroji, závodními sedadly. Měly rozšířené podvěsy kol a větší zadní spoiler. Na podvozku byly nové vinuté pružiny, motor měl dva dvojité karburátory Weber a nové výfukové potrubí. Vozy dosahovaly rychlosti až 200 km/h. S tímto vozem závodil i Gerhard Berger.

### Alfa Romeo Alfasud Sprint Trofeo
Vozy byly upraveny shodně jako typ ti Trofeo.

### Alfa Romeo Alfasud Sprint 6C
Tento prototyp byl určen pro závody rallye ve skupině B. Poháněl jej motor o objemu 2,5 litru umístěný za předními sedadly.